# جورج الكسندر فون مولر
جورج الكسندر فون مولر (بالألمانية: Georg Alexander von Müller)‏ هو ضابط بحري ألماني، ولد في 24 مارس 1854 في كيمنتس في ألمانيا، وتوفي في 18 أبريل 1940 في Hangelsberg ‏ في ألمانيا.